# コロクシャ川 (ヴラジーミル州)
コロクシャ川（コロクシャがわ、ロシア語: Колокша）はクリャージマ川左岸の支流である。長さ146km、流域面積1430km²。ロシア・ウラジーミル州を流れており、流域の市にはユーリエフ・ポリスキーがある。

## 地理
水源はウラジーミル州ユーリエフ・ポリスキー地区(ru)のエロフ村（ポショーロク)であり、クリャージマ川の河口から348kmの地点で、クリャージマ川に合流する。平均河床勾配は0.355m/km。上流域の河岸は険しいが、中流域の川岸は沼地・低地となっている。下流域では氾濫原に草地(ru)が広がっている。11月から4月にかけて凍結する。河川の流れの速さを生かした水資源レジャー(en)も行われている。
支流